# PKS 1830-211
PKS 1830-211 är en avlägsen gravitationslinsad  blazar i den södra stjärnbilden Skytten och ett av de kraftfullaste objekten av den här typen som är kända. Signaler direkt relaterade till ett starkt magnetfält väldigt nära händelsehorisonten av det supermassiva svarta hålet i PKS 1830-211 upptäckts när det tidigare enbart svaga magnetfält flera ljusår från svarta hål hade upptäckts. Den har en hög rödförskjutning (z) på 2,507, ett tecken på dess betydande avstånd. Denna plattspektrumradiokvasar (FSRQ) är en av de starkaste utomjordiska radiokällorna. I synligt ljus försvåras identifieringen av objektet av det galaktiska planet och en stjärna av M-typ som ligger nära siktlinjen.
Kvasaren upptäcktes första gången 1969 under en radioundersökning utförd av Parkes Observatory i Australien. År 1984 upptäcktes interplanetär scintillation, vilket tyder på en struktur på vinkelskalor mindre än en bågsekund. Radioobservationer 1988 fann en ovanlig dubbelstruktur separerad med en vinkel på ca 1 bågsekund. Det platta radiospektrumet och den dubbla strukturen hos kvasaren tyder på gravitationslinsning från en förgrundsgalax. Interferometrisk radioteleskopobservation användes 1991 för att upptäcka en ovanligt ljus Einsteinring, som sträckte sig över en radie av 1 bågsekund.
Radioobservationer av PKS 1830-211 gjorda under en 13-månadersperiod användes för att mäta förändringar i flödestätheten. Båda komponenterna uppvisade dramatiska förändringar i sin flödesnivå, där fluktuationen på den ena komponenten matchades av den andra cirka 44 dygn senare. Detta gav starkt stöd för idén att detta är ett gravitationslinsat system. Tidsfördröjningen förfinades till 26 +4−5 dygn år 1998. År 1996 observerades absorption av neutralt väte vid en rödförskjutning på 0,19, vilket tyder på en möjlig andra linsgalax för en sammansatt gravitationslins. Objektet bekräftades år 2005 genom infraröda bilder. Denna andra galax tros dock ha en försumbar effekt på den totala linsningen.
Avbildning av kvasaren med Hubbleteleskopet år 2002 identifierade linsgalaxen som en normal spiralgalax med en rödförskjutning på 0,886. Den lutar i en vinkel på 25° mot himmelsplanet och ser nästan ut att vara vänd mot himlen. Baserat på storleken på Einsteinringen har denna galax en massa på ca 1011 solmassor, vilket är jämförbart med Vintergatan. En oberoende analys av samma bilddata tydde på en möjlig närvaro av en huvudseriestjärna inom 0,5 bågsekund från målet. En tredje punktliknande linsbild av kvasaren 0bserverades 2020, belägen en bit mellan de andra två. PKS 1830-211 är en källa till emission av gammastrålning som genomgår betydande utvidgning.
PKS 1830-211 har använts som radiokälla för att mäta rödförskjutna molekylära enheter, som ArH+, CF+, HCN, HCO+, H2O, NH3, och OH+. År 2014 var den det "extragalaktiska objektet med det största antalet observerade molekylära typer". År 2023 upptäcktes Rydbergatomer i förgrundsgalaxen av MeerKAT-teleskopuppsättningen.